# Donggi Cona
Donggi Cona (kinesiska: 冬给措纳湖) är en sjö i Kina. Den ligger i provinsen Qinghai, i den nordvästra delen av landet, omkring 330 kilometer sydväst om provinshuvudstaden Xining. Donggi Cona ligger 4 081 meter över havet. Arean är 232 kvadratkilometer. Den sträcker sig 18,1 kilometer i nord-sydlig riktning, och 30,9 kilometer i öst-västlig riktning.
Genomsnittlig årsnederbörd är 428 millimeter. Den regnigaste månaden är juli, med i genomsnitt 83 mm nederbörd, och den torraste är december, med 3 mm nederbörd.